# Sudak
Sudak (ukrajinsky Судак; rusky Судак; krymskou tatarštinou Sudaq) je historické město a jedno z největších letovisek na Krymu, sporném území považovaném za část Ukrajiny, ale ovládaném od Krymské krize Ruskem. Leží zhruba uprostřed jižního černomořského pobřeží Krymu mezi městy Feodosija a Alušta. Do Sudaku nevede železnice, s ostatními městy Krymu je spojen autobusovou dopravou. Status města opětovně získal až v roce 1982. Žije zde 15 000 obyvatel. Je střediskem vinařství.
Dominanta a v současnosti hlavní turistická atrakce Sudaku je mohutná pozdně středověká tvrz. Během sovětské éry byla tvrz poněkud necitlivě renovována.

## Sudacká městská rada
Administrativně je město spravováno městskou radou, do jehož obvodu spadají také sídlo městského typu Novyj Svit (Novyj Svět)
a okolní vesnice.

## Historie
Založení města a přístavu není zcela objasněno, podle pozdní tradice jej založili roku 212 Alanové. Od starověku bylo známé v řecké formě jména Sugdaia (Σουγδαία). 
Ve středověku se města stejně jako celého Krymu mnohokrát zmocnili různí vládci. Jméno se zjednodušilo na Sudaia a u východních Slovanů bylo známé jako Surož. Na počátku 13. století po zřízení Latinského císařství město získali Benátčané a bylo součástí vedlejší trasy hedvábné stezky. V roce 1253 se odtud vypravil na svou misijní cestu k Mongolům a chánu Möngkemu františkán Vilém z Rubroeku. Kolem roku 1260 zde pobývali bratři Niccolo a Matteo Polové, otec a strýc Marca Pola, před svou první cestou do Asie, kde vstoupili do služeb chána Kublaje. Roku 1365 získala Sudak Janovská republika, za jejíž nadvlády zde vznikla mohutná tvrz.
V roce 1475 bylo město dobyto osmanským Velkým vezírem a stalo se součástí Krymského chanátu. V roce 1783 se anexí Krymu stalo součástí Ruského impéria.

### Externí odkazy

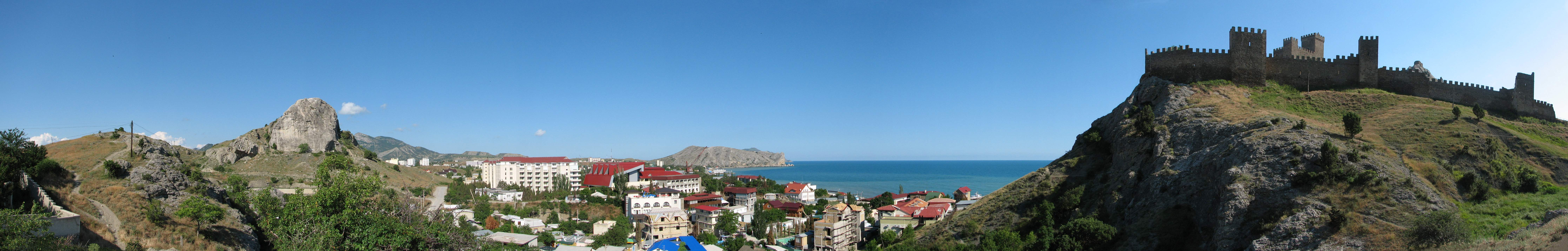
Panoráma města z Janovské pevnosti